# BBCode
BBCode 또는 불리틴 보드 코드(Bulletin Board Code, 전자 게시판 부호)는 전자 게시판에 글을 작성하는데 쓰이는 가벼운 마크업 언어이다.
BBCode는 HTML과 거의 같은 역할을 하며 이들의 문법도 유사하다. 다만, BBCode는 대괄호를 사용하여 태그를 나타낸다.

## 역사
BBCode는 1998년 Ultimate Bulletin Board(UBB)라는 전자 게시판 프로그램에 처음 도입되었다. 그래서 BBCode를 UBBCode라고 부르기도 한다.

## 목적
많은 전자 게시판 프로그램이 사용자에게 HTML로 글을 작성하게 하고 있다. 이는 HTML의 특성상의 한계로 인해 XSS 등의 보안 문제가 생기게 한다. 또 HTML의 문법이 난해하기 때문에 HTML을 처리하는 프로그램을 만들기 쉽지 않다. 이에 HTML과 유사하지만 HTML의 단점을 해결한 BBCode를 도입하여 HTML을 대체함으로써 이 문제를 해결하였다.

## BBCode 태그
다음은 기본적으로 사용되는 BBCode 태그들의 목록이다. 이 태그들은 전자 게시판마다 조금씩 다를 수 있다.
| BBCode                                                                                                  | HTML                                                            | 효과                     |
| [b]굵은 글씨[/b]                                                                                        | <b>굵은 글씨</b>                                                | 굵은 글씨                |
| [i]기울임 글씨[/i]                                                                                      | <i>기울임 글씨</i>                                              | 기울임 글씨              |
| [u]밑줄 글씨[/u]                                                                                        | <u>밑줄 글씨</u>                                                | 밑줄 글씨                |
| [s]가로줄 글씨[/s]                                                                                      | <s>가로줄 글씨</s>                                              | 가로줄 글씨              |
| [url]https://ko.wikipedia.org[/url]                                                                     | <a href="https://ko.wikipedia.org">https://ko.wikipedia.org</a> | https://ko.wikipedia.org |
| [url=https://ko.wikipedia.org]위키백과[/url]                                                            | <a href="https://ko.wikipedia.org">위키백과</a>                 | 위키백과                 |
| [img]http://exmple.com/Go-home.svg.png[/img]                                                            | <img src="http://exmple.com/Go-home.svg.png" alt="" />          |                          |
| [quote]인용 텍스트[/quote]                                                                              | <blockquote><p>인용 텍스트</p></blockquote>                     | To quote:인용 텍스트     |
| [code]코드 텍스트[/code]                                                                                | <pre>코드 텍스트</pre>                                          | 코드 텍스트              |
| [size=15]큰 글씨[/size]                                                                                 | <span style="font-size:15px">큰 글씨</span>                     | 큰 글씨                  |
| [color=red]붉은 글씨[/color] 또는 [color=#FF0000]붉은 글씨[/color] 또는 [color=FF0000]붉은 글씨[/color] | <span style="color:#FF0000;">붉은 글씨</span>                   | 붉은 글씨                |
| [list] [*]목록 1 [*]목록 2 [/list]                                                                      | <ul><li>목록 1</li><li>목록 2</li></ul>                         | - 목록 1 - 목록 2        |
| [table] [tr] [td]테이블 데이터[/td] [/tr] [/table]                                                      | <table><tr><td>테이블 데이터</td></tr></table>                  | \| 테이블 데이터 \|      |
| 테이블 데이터                                                                                           |                                                                 |                          |

어떤 전자 게시판은 추가적인 태그들을 지원하기도 한다.
대부분의 전자 게시판은 BBCode 사용법에 관한 도움말을 사용자에게 보여준다. 또한 BBCode 태그를 직접 만들어 사용할 수 있는 기능을 제공하기도 한다.

## 같이 보기
- 전자 게시판
- 마크업 언어
- 가벼운 마크업 언어
- HTML
- 마크다운
- XSS
- CSRF
- phpBB